# Impacto cero
Impacto Cero se refiere a una acción o emprendimiento que no altera el equilibrio natural de dióxido de carbono (CO2), metano u otros gases contaminantes en el sistema ambiental.
También se señala el estilo de vida que puede reducir significativamente las emisiones de gases contaminantes y de efecto invernadero de diversas formas:
- Comprando créditos de carbono
- Adquiriendo coches y electrodomésticos de bajo consumo y poco contaminantes
- Plantando árboles
- Reduciendo el impacto posible, pero manteniendo un alto nivel de vida.[1]

Teniendo en cuenta que el impacto humano en el clima y en el medio ambiente en general nunca será nulo, sigue siendo un concepto generalmente aceptado en la actualidad. 

## Enfoques
Hay 2 escuelas de pensamiento principales.
Se afirma que solo las instituciones pueden contribuir de manera significativa a frenar el efecto invernadero, como por ejemplo al construir plantas de energía solar fotovoltaica y al generar electricidad mediante métodos poco contaminantes.
La otra corriente de pensamiento requiere un esfuerzo colectivo, como la instalación de paneles fotovoltaicos y microgeneradores en los hogares, así como la reducción del uso de los coches. Esta postura afirma que cada individuo, a su manera, puede contribuir significativamente a minimizar el impacto ambiental. 
Hay muchas personas que creen en la primera escuela de pensamiento y siguen llevando adelante sus vidas como de costumbre. Sin embargo, hay otras que respaldan la segunda escuela de pensamiento y se están movilizando para corregir la creencia errónea de que podemos explotar todos los recursos de la Tierra sin que ello genere consecuencias negativas en el medio ambiente y en nosotros mismos.

## Estrategias Sostenibles: ¿Reducir o Compensar Emisiones de Carbono?
Ante las dificultades tecnológicas y los costes asociados a una reducción drástica de las emisiones, algunos defienden la idea de adquirir créditos de carbono de sumideros de carbono (bosques y plantaciones) en los países del Sur del mundo. Esta postura es cuestionada por las asociaciones ecologistas, que la consideran un "atajo" que permite a las naciones más desarrolladas seguir emitiendo CO2, al simplemente comprar créditos en el mercado de emisiones. Además, muchos proyectos de sumideros de carbono son vistos como contraproducentes, especialmente cuando se asocian a la creación de plantaciones. Por razones similares, diferentes organizaciones ambientales y líderes indígenas la propuesta de comprar créditos de carbono con la contrapartida de compromisos de conservación de bosques, ya que esto podría resultar en la venta de los bosques, desposeyendo a las comunidades indígenas y, en última instancia, generando conflictos con ellas. Bajo esta perspectiva, se aboga por que todos asuman responsabilidad por sus emisiones y se comprometan a reducirlas, en lugar de recurrir a la compra de créditos de carbono. 

## Artículos relacionados
- Cero emisiones
- CERO (economía)

- Datos: Q3796776